# Binanuova
Binanuova è una frazione del comune cremonese di Gabbioneta Binanuova, al cui toponimo contribuisce, posta a nordovest del centro abitato più a monte nel corso dell'Oglio.

## Storia
La località era un piccolo villaggio agricolo di antica origine del Contado di Cremona con 490 abitanti a metà Settecento.
In età napoleonica, dal 1810 al 1816, Binanuova fu già frazione di Gabbioneta, ma recuperò poi l'autonomia con la costituzione del Regno Lombardo-Veneto.
All'unità d'Italia nel 1861, il comune contava 755 abitanti, scesi a 691 a inizio Novecento.
Nel 1928 il comune di Binanuova venne definitivamente annesso al comune di Gabbioneta.
Nella frazione è presente una seconda chiesa denominata Maria del patrocino o di San Rocco